# Michael Maddox
Michael Maddox, född 1747, död 1822, var en engelsk entreprenör och teaterdirektör, aktiv i Tsarryssland. Tillsammans med furst Peter Urusov grundade han Petrovska-teatern, den första permanenta operateatern i Moskva och föregångare till Bolsjojteatern.